# S-300
De S-300 (Russisch: С-300 – советский зенитно-ракетный комплекс) (NAVO-codenaam: SA-10 Grumble) is een serie lanceersystemen voor luchtdoelraketten.
De batterijen zijn van Russische makelij en in gebruik in verschillende landen, waaronder NAVO-lid Griekenland.
Sinds 2022 gebruikte Rusland deze raketten ook om gronddoelen in Oekraïne te bestoken. Door hun hoge snelheid zijn ze moeilijker te onderscheppen dan kruisvluchtwapens, maar ze ontberen de nauwkeurigheid van specialistische gronddoelraketten.
Op 27 oktober 2024 hebben 100 Israëlische F16 en F35 in een eerste aanvalsgolf alle drie de S-300 in Iran uitgeschakeld.